# Michele Stefano de Rossi
Michele Stefano de Rossi, né à Rome le 30 octobre 1834 et mort à Rocca di Papa le 23 octobre 1898, est un géophysicien italien. Il s'est distingué dans le domaine de la sismologie, et a notamment mis au point une échelle de mesure de l'intensité sismique. L'échelle Rossi-Forel, développée avec le Suisse François-Alphonse Forel, est à la base de l'échelle de Mercalli, de ses variantes et de ses développements.

## Biographie
Michele Stefano de Rossi est un frère cadet de l'archéologue Giovanni Battista de Rossi. Il a fait ses études à l'université de Rome et, au cours de sa carrière, a mené des recherches dans les domaines de l'archéologie, de la paléontologie, de la géologie, de la volcanologie et de la sismologie.
Dans les années 1860, il étudia la topographie des catacombes de Rome et collabora aux ouvrages de son frère, La Roma sotterranea cristiana (1864-1877).
Dans les années 1870, il développa une échelle sismique reflétant l'intensité variable des séismes. Pendant ce temps, en Suisse, indépendamment de Rossi, le limnologue François-Alphonse Forel développait une échelle sismique similaire. Lorsque les deux scientifiques prirent conscience des travaux l'un de l'autre, un effort combiné aboutit à l'échelle Rossi-Forel permettant de déterminer l'intensité des tremblements de terre.
En 1874, il fonda le Bullettino del Vulcanismo Italiano (« Bulletin du volcanisme italien »), une revue consacrée à l'étude des volcans et des tremblements de terre.
De 1891 à 1898, année de sa mort, il dirigea l'observatoire géodynamique de Rocca di Papa (aujourd'hui musée de géophysique de Rocca di Papa (it)).

## Publications
- Dell'ampiezza delle romane catacombe e d'una machina icnografica ed ortografica per rilevarne le piante ed i livelli, 1860
- Scoperte paleoetnologiche in Castel Ceriolo presso Alessandria, 1868
- Nuove scoperte nella necropoli arcaica Albana e l'aes grave fra le rocce vulcaniche laziali, 1871
- La meteorologia endogena, 1879–82
- Programma dell' Osservatorio et archivio geodinamico presso il R. Comitato geologico d'Italia con istruzioni per le osservazioni, 1883[4],[5].